# Золотов Павло
Павло́ Зо́лотов (13 листопада 1892, м. Таганрог — † 8 листопада 1979, м. Люблін) — військовий льотчик Армії УНР.

## Життєпис
Народився 13 листопада 1892 у Таганрозі в родині донського козака та польки. У 17-річному віці захопився авіаційною справою, невдовзі втік з дому, дістався до Санкт-Петербурга, де влаштувався учнем механіка.
У 1913 р. склав іспити на звання авіаційного механіка, згодом працював старшим механіком на російському військовому аеродромі Мокотов у Варшаві. 1915 р. закінчив Севастопольську військову авіаційну школу, згодом брав участь у повітряних боях на фронті Першої світової війни; останнє звання — поручник.
У 1918 р. служив льотчиком 2-го гарматного загону 2-го Подільського авіаційного дивізіону Армії Української Держави. У 1920 р. вступив до 1-ї Запорізької авіаційної ескадрильї Армії УНР, у складі якої потрапив у 1-шу польсько-французьку авіаційну школу в Бидгощі.
На запрошення поляків працював там інструктором до 1926 р. 1924 р. придбав два списаних літаки типу «Альбатрос» ВИ, на яких почав перевозити пасажирів, виступав як льотчик-спортсмен і займався рекламою різних підприємств, малюючи їх товарові знаки на своїх літаках. Крім того, протягом 1926—1932 рр. працював інструктором авіації в аероклубах Вільно та Лодзі. З 1932 р. працював інструктором і випробувачем літаків в авіаційному клубі Любліна.
1944-му заарештований нацистською владою та як заручник вивезений до Німеччини. 1945 р. повернувся до Любліна, де обійняв посаду керівника цивільного авіаційного клубу. 1949 р. від польської комуністичної влади отримав заборону літати; поновив польоти на спортивних літаках лише 1960 р. Протягом 1950—1970-х років займався реставрацією старих літаків, які зберігалися у колекціях Музею авіації й аеронавтики у Кракові та Музею техніки у Варшаві.
Помер і похований у Любліні.